# 15025 Uwontario
15025 Uwontario è un asteroide della fascia principale. Scoperto nel 1998, presenta un'orbita caratterizzata da un semiasse maggiore pari a 3,2049324 UA e da un'eccentricità di 0,1027073, inclinata di 7,33855° rispetto all'eclittica.